# Rudolf Hofmann (Theologe, 1904)
Rudolf Hofmann (* 15. März 1904 in Straubing; † 28. Februar 1994 in Freiburg im Breisgau) war ein deutscher Moraltheologe.

## Leben
Rudolf Hofmann machte 1922 Abitur am Wilhelmsgymnasium München. Nach der Priesterweihe 1927 in Freising und nach Studium in München erwarb er 1933 in München den Dr. theol. mit einer Dissertation über Die heroische Tugend. Nach der Habilitation 1939 (Die Gewissenslehre des Walter von Brügge OFM und die Entwicklung der Gewissenslehre in der Hochscholastik) wurde er 1940 Lehrstuhlvertreter für Moraltheologie an der Deutschen Karls-Universität in Prag. Ab 1943 leistete er Militärdienst. 1946 wurde er außerordentlicher Professor an der PTH Passau. 1948 wurde er ordentlicher Professor an der Philosophisch-Theologischen Hochschule Passau. Ab 1956 lehrte er als Professor der Moraltheologie in Freiburg im Breisgau. Er verfasste – unter anderem – zahlreiche Artikel für das Lexikon für Theologie und Kirche. 1969 erfolgte die Emeritierung. 
Er war Mitglied der katholischen Studentenverbindungen KDStV Aenania München und KDStV Hercynia Freiburg im Breisgau.

## Schriften (Auswahl)
- Das Menschliche im christlichen Ethos. Nürnberg 1947, OCLC 238786649.
- Moraltheologische Erkenntnis- und Methodenlehre. München 1963, OCLC 249882938.
- Die heroische Tugend. Geschichte und Inhalt eines theologischen Begriffes. Hildesheim 1976, ISBN 3-8067-0326-4.
- Gewissen – Mitte der Person. Freiburg im Breisgau 1980, OCLC 720915452.